# Lista de deputados do Império do Brasil da 1.ª legislatura
Esta é a lista de deputados do Império do Brasil da 1.ª legislatura do Congresso Nacional. Inclui-se o nome civil dos parlamentares, o partido ao qual eram filiados na data da posse e a quantidade de votos que receberam para sua eleição, sua unidade federativa de origem, bem como outras informações. Esta legislatura da Câmara dos Deputados durou de 1826 a 1829, nos termos da Constituição Imperial de 1824.

## Presidência da Câmara de Deputados na 1.ª Legislatura
| Nº                           | Nome do deputado                                        | Imagem | Período                                               | Província de origem |  | Partido             |
| Primeiro Reinado (1822-1831) |                                                         |        |                                                       |                     |  |                     |
| 1                            | Luís da Nóbrega Sousa Coutinho                          |        | 8 de maio de 1826 a 21 de dezembro de 1826 (227 dias) | Rio de Janeiro      |  | Partido Moderado    |
| 2                            | Francisco de Paula Sousa e Melo                         |        | 4 de maio de 1827 a 2 de junho de 1827 (29 dias)      | Rio de Janeiro      |  | Partido Democrático |
| 3                            | Pedro de Araújo Lima (Marquês de Olinda)                |        | 2 de junho de 1827 a 5 de maio de 1828 (338 dias)     | Pernambuco          |  | Partido Moderado    |
| 4                            | José da Costa Carvalho                                  |        | 5 de maio de 1828 a 6 de julho de 1828 (62 dias)      | Bahia               |  | Partido Conservador |
| 5                            | Romualdo de Seixas (Arcebispo de São Salvador da Bahia) |        | 3 de julho de 1828 a 4 de maio de 1829 (305 dias)     | Grão-Pará           |  | Liga Progressista   |

## Primeira Sessão Preparatória da Câmara dos Deputados
Conforme consta nos Anais do Parlamento Brasileiro, no dia 29 de abril de 1826, foi realizada a primeira reunião para instalação da Assembleia Geral, embora com a presença de um número inferior à maioria absoluta dos deputados. O primeiro ato foi a eleição unânime de um Presidente (Luiz Pereira da Nóbrega Souza Coutinho) e de um Secretário (Manoel José de Souza França). Em seguida, foi realizada a verificação dos diplomas dos deputados, sendo formada uma "Comissão de Poderes" composta por 5 membros e uma outra comissão com 3 membros para a verificação dos diplomas dos membros da Comissão principal.

## Lista de Parlamentares por Províncias
Relação dos parlamentares:
| Os 102 Deputados da Primeira Legislatura                        | Informações disponíveis |
| Província das Alagôas (5)                                       | Província das Alagôas (5) |
| --------------------------------------------------------------- | --- |
| Gustavo Adolpho de Aguiar Pantoja                               | Tempos depois, foi Ministro do Império e da Justiça |
| José de Souza e Mello                                           | Foi deputado da Assembleia Constituinte de 1823, representando Alagoas. |
| José da Costa e Silva                                           | |
| Luiz José de Barros Leite                                       | Padre da Igreja Católica. Foi eleito deputado pela Província da Bahia para as Cortes de Lisboa (1821-1822). |
| Francisco de Assis Barbosa                                      | Padre da Igreja Católica. Foi eleito deputado pela Província da Alagoas para as Cortes de Lisboa (1821-1822). Em 1824, foi Presidente da Junta Governativa da Província de Alagoas. |
| Província da Bahia (13)                                         | |
| José Lino Coutinho                                              | Médico. Foi eleito deputado pela Província da Bahia para as Cortes de Lisboa (1821-1822). Foi deputado geral do Brasil nas três primeiras legislaturas. Ex-Presidente do Rio de Janeiro. |
| Antonio Ferreira França                                         | Médico e professor. Foi deputado constituinte de 1823 e das primeiras legislaturas do Brasil. |
| Manoel Antônio Galvão                                           | Magistrado. Tornou-se Senador do Império. |
| José Cardoso Pereira de Mello                                   | Padre da Igreja Católica |
| Miguel Calmon du Pin e Almeida                                  | Tornou-se Marquês de Abrantes e Senador do Império. Na sessão legislativa de 1826, foi substituído por Luiz Pedreira do Couto Ferraz. |
| D. Marcos Antônio de Souza                                      | Tornou-se Bispo do Maranhão depois |
| Antonio da Silva Telles                                         | Magistrado |
| Antonio Augusto da Silva                                        | Magistrado |
| José Ribeiro Soares da Rocha                                    | Padre |
| Luiz Paulo de Araujo Basto                                      | Era suplente do Deputado Francisco Carneiro de Campos, mas este foi eleito Senador do Império em abril de 1826. Tornou-se Visconde de Fiáes. |
| José da Costa Carvalho                                          | Era suplente do Deputado Manoel Ferreira da Camara Bittencourt de Sá, mas este foi eleito Senador do Império em abril de 1826. Tornou-se Marquês de Mont'Alegre. Participou da composição da Regência Permanente. Tornou-se Senador do Império.                                                        |
| Francisco Agostinho Gomes                                       | Padre |
| João Ricardo da Costa Dormund                                   | Doutor. Era suplente do Deputado Visconde da Pedra Branca, mas este foi eleito Senador em abril de 1826. |
| Província do Ceará (8)                                          | |
| Manoel do Nascimento Castro e Silva                             | Foi deputado eleito às Cortes de Portugal (1821-1822) pelo Ceará. Deputado do Brasil nas quatro primeiras legislaturas. Futuro Senador do Império. Foi membro do Partido Liberal. |
| Antonio de Castro Vianna                                        | |
| Marcos Antonio Bricio                                           | Tenente-Coronel. Tornou-se Barão de Jaguarary. |
| Antonio Joaquim de Moura                                        | Foi deputado do Ceará nas duas primeiras legislaturas. Posteriormente, foi Presidente da Província de Alagoas. |
| Manoel José de Albuquerque                                      | |
| Joaquim José Barbosa                                            | |
| Joaquim Marcellino de Brito                                     | Magistrado |
| José Gervazio de Queiroz Carreira                               | Era suplente do deputado Pedro José da Costa Barros, mas este foi eleito Senador do Império em abril de 1826. Era Major. |
| Província da Cisplatina (2)                                     | |
| D. Lucas José Obes                                              | Foi um dos líderes do movimento pela independência do Uruguai. Não tomou posse no Parlamento brasileiro, sendo sucedido por Nicoláo Herrera. |
| D. Francisco Llambi                                             | Era suplente de Dámaso Antonio Larrañaga, mas este foi nomeado Senador do Império em abril de 1826. |
| Província do Espírito Santo (1)                                 | |
| José Bernardino Baptista Pereira                                | Magistrado |
| Província do Goyaz (2)                                          | |
| Raymundo José da Cunha Mattos                                   | Brigadeiro. |
| João Francisco da Borja Pereira                                 | Bacharel |
| Província do Maranhão (4)                                       | |
| João Braulio Muniz                                              | Foi membro da Regência Permanente |
| Manoel Telles da Silva Lobo                                     | Coronel |
| Francisco Gonçalves Martins                                     | Bacharel. Homônimo do Senador e Visconde de São Lourenço. |
| Manoel Odorico Mendes                                           | |
| Província de Mato Grosso (1)                                    | |
| Gabriel Getulio Monteiro de Mendonça                            | |
| Província de Minas Gerais (20)                                  | |
| Candido José de Araujo Vianna                                   | Tornou-se Visconde de Sapucahy. Tornou-se Senador do Império. |
| José Antonio da Silva Maia                                      | Magistrado. Tornou-se Senador do Império. |
| Antonio Augusto Monteiro de Barros                              | Bacharel. Tornou-se Senador do Império. |
| Bernardo Pereira de Vasconcellos                                | Magistrado. Tornou-se Senador do Império. |
| Antonio da Rocha Franco                                         | Padre da Igreja Católica. |
| José Cesario de Miranda Ribeiro                                 | Tornou-se Visconde de Uberaba. Foi Presidente da Câmara dos Deputados. Tornou-se Senador do Império. |
| Lucio Soares Teixeira de Gouvêa                                 | Magistrado. Tornou-se Senador do Império. |
| José Custodio Dias                                              | Padre da Igreja Católica. Tornou-se Senador do Império. |
| José Carlos Pereira de Almeida Torres                           | Tornou-se Visconde de Macaé e Senador do Império. |
| João José Lopes Mendes Ribeiro                                  | Bacharel |
| Manoel Ignacio de Mello Souza                                   | Tornou-se Barão do Pontal e Senador do Império. |
| Manoel Rodrigues da Costa                                       | Não tomou posse, sendo substituído pelo vigário Joaquim José Lopes Mendes Ribeiro. Era padre. |
| Antonio Paulino Limpo de Abreu                                  | Tornou-se Visconde de Abaeté e Senador do Império. |
| Placido Martins Pereira                                         | Bacharel |
| José de Rezende Costa                                           | |
| Antonio Marques de Sampaio                                      | Padre da Igreja Católica. Era suplente do deputado Antonio Gonçalves Gomide, mas este foi nomeado Senador do Império em abril de 1826. |
| Luiz Augusto May                                                | Era suplente do Marquês de Valença, mas este foi nomeado Senador do Império em abril de 1826. |
| José Bento Leite Ferreira de Mello                              | Padre da Igreja Católica. Era suplente do deputado Manoel Ferreira da Câmara Bittencourt Sá, mas este foi nomeado Senador do Império em abril de 1826. Tornou-se Senador do Império. |
| Província do Grão-Pará (3)                                      | |
| José Thomaz Nabuco de Araujo                                    | Coronel. Tempos depois, foi escolhido para o Senado. |
| D. Romualdo Antonio de Seixas                                   | Tornou-se Arcebispo da Bahia e Marquês de Santa Cruz. |
| João Candido de Deus e Silva                                    | Era suplente do Deputado Francisco de Souza Moreira e de Pedro Rodrigues Henriques, mas assumiu o cargo em razão do falecimento destes. Era Bacharel. |
| Província da Parahyba do Norte (5)                              | |
| Augusto Xavier de Carvalho                                      | |
| Galdino da Costa Villar                                         | Padre |
| Amaro de Barros de Oliveira Lima                                | Padre. Não chegou a tomar posse. |
| Francisco Xavier Monteiro da Franca                             | |
| Francisco José Corrêa                                           | |
| Província de Pernambuco (13)                                    | |
| Pedro de Araújo Lima                                            | Tornou-se Marquês de Olinda. Foi Regente do Império. Na sessão legislativa de 1826, foi substituído provisoriamente por D. Manoel Gomes da Fonseca. Tornou-se Senador do Império. |
| Thomaz Xavier Garcia de Almeida                                 | Magistrado. Tornou-se Senador do Império. |
| Luiz Francisco de Paula Cavalcanti de Albuquerque               | Magistrado |
| Francisco de Paula de Almeida e Albuquerque                     | Tornou-se Senador do Império |
| Antonio Francisco de Paula e Hollanda Cavalcanti de Albuquerque | Tornou-se Visconde de Albuquerque e Senador do Império |
| Domingos Malaquias de Aguiar Pires Ferreira                     | Tornou-se Barão de Cimbres |
| Manoel Caetano de Almeida e Albuquerque                         | Magistrado. Foi nomeado Senador em junho de 1828, sendo sucedido pelo Futuro Visconde de Suassuna na sessão legislativa de 1829: Francisco de Paula Cavalcanti de Albuquerque. |
| Bernardo José de Serpa Brandão                                  | Bacharel |
| Caetano Maria Lopes Gama                                        | Tornou-se Visconde de Maranguape e Senador do Império |
| Miguel José Reinau                                              | Padre da Igreja Católica |
| Ignacio Pinto de Almeida e Castro                               | Padre da Igreja Católica. Em razão de seu falecimento, seu suplente Manoel Gomes da Fonseca tomou posse nas sessões legislativas de 1827 a 1829. |
| Thomaz Antonio Maciel Monteiro                                  | Tornou-se Barão de Itamaracá |
| Francisco José de Faria Barbosa                                 | Magistrado. Era suplente do Deputado Antonio José Duarte de Araujo Gondim, mas este foi nomeado Senador do Império em abril de 1826. |
| Província do Piauhy (1)                                         | |
| Pedro Antonio Pereira Pinto do Lago                             | Padre da Igreja Católica |
| Província do Rio de Janeiro (8)                                 | |
| Manoel José de Souza França                                     | Advogado |
| José Clemente Pereira                                           | Magistrado. Tornou-se Senador do Império. |
| Joaquim Gonçalves Ledo                                          | |
| José da Cruz Ferreira                                           | Magistrado |
| José de Souza Azevedo Pizarro e Araujo                          | Monsenhor, sacerdote da Igreja Católica. Era suplente do Bispo D. José Caetano da Silva Coutinho, mas este foi nomeado Senador do Império em abril de 1826. |
| Luiz Pereira da Nobrega de Souza Coutinho                       | Brigadeiro. Era suplente do Marquês de Caravelas, mas este foi nomeado Senador do Império em abril de 1826. Depois de falecer no exercício do mandato, foi substituído nas sessões de 1827 a 1829 pelo Deputado Bernardo Carneiro Pinto de Almeida. Foi o Primeiro Presidente da Câmara dos Deputados. |
| Francisco Corrêa Vidigal                                        | Monsenhor, sacerdote da Igreja Católica. |
| Januario da Cunha Barbosa                                       | Padre da Igreja Católica. |
| Província do Rio Grande do Norte (1)                            | |
| Agostinho Leitão de Almeida                                     | |
| Província de Santa Catarina (1)                                 | |
| Diogo Duarte Silva                                              | |
| Província de São Paulo (9)                                      | |
| Nicolau Pereira de Campos Vergueiro                             | Tornou-se Senador do Império e membro da Regência Provisória. Foi nomeado Senador em maio de 1828, sendo substituído na Câmara dos Deputados pelo desembargador João de Medeiros Gomes. |
| José Ricardo da Costa Aguiar                                    | Magistrado |
| Manoel Joaquim de Ornellas                                      | Bacharel |
| José Corrêa Pacheco e Silva                                     | Desembargador |
| José Arouche de Toledo Rendon*                                  | Marechal de campo. Não tomou posse, sendo substituído pelo Brigadeiro Ignacio José Vicente da Fonseca. |
| Francisco de Paula Souza e Mello                                | Tornou-se Senador do Império. |
| Francisco das Chagas Santos                                     | Marechal de campo |
| Diogo Antônio Feijó                                             | Padre da Igreja Católica. Foi Regente do Império. |
| João Chrysostomo de Oliveira Salgado                            | Padre da Igreja Católica. Era suplente do Deputado José da Costa Carvalho (Marquês de Mont'Alegre), mas este optou pela Província da Bahia. |
| Província de São Pedro do Rio Grande do Sul (3)                 | |
| Caetano Xavier Pereira de Brito                                 | Bacharel. Faleceu no exercício do mandato, sendo substituído na Sessão legislativa de 1829 pelo Deputado José Joaquim Machado de Oliveira. |
| Antonio Vieira da Soledade                                      | Padre da Igreja Católica. Foi nomeado Senador do Império em julho de 1826, sendo substituído nas Sessões Legislativas de 1827 a 1829 por Feliciano Nunes Pires. |
| Francisco Xavier Ferreira                                       | Capitão |
| Província de Sergipe (2)                                        | |
| José Nunes Barbosa de Madureira Cabral                          | Doutor |
| José Matheus da Graça Leite Sampaio                             | Capitão-mor. Não chegou a tomar posse. |